# Bernard Đorđić
Bernard Đorđić (Bernard Giorgi) (1621. ‒ 1687.), hrvatski katolički svećenik, isusovac, duhovni pisac.

## Životopis
U Rimu je završio škole. Ondje je pristupio isusovcima. Studirao je filozofiju i bogoslovlje u Rimskom kolegiju. U Dubrovnik se vratio 1648. godine. Do smrti je bio nadbiskupov tajnik i arhiđakon. 
Oporukom je veći dio svoje imovine ostavio siromašnima i potrebitima.